# Helmsley Castle

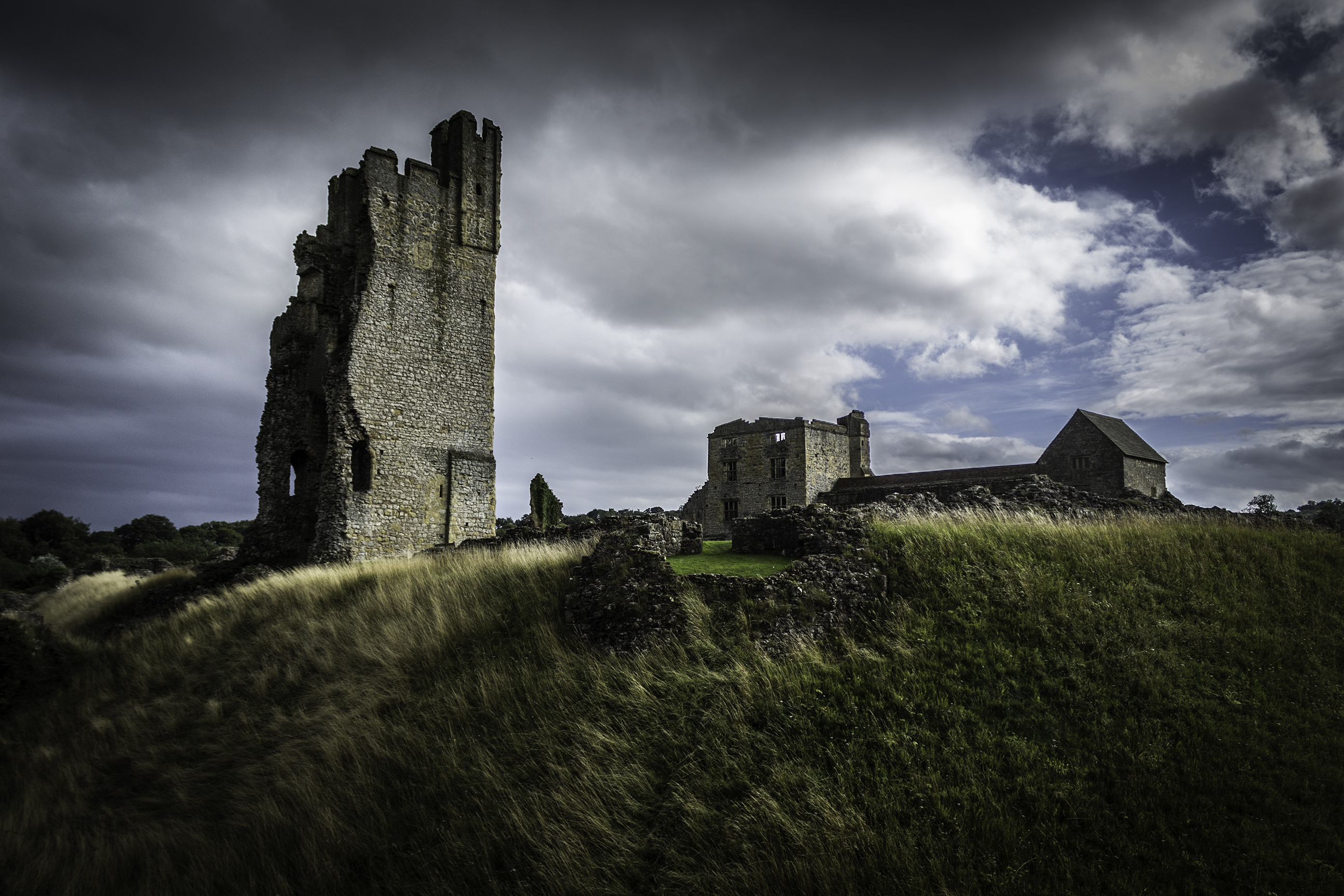
Helmsley Castle

Helmsley Castle (auch Hamlake Castle) ist eine mittelalterliche Burg im Marktflecken Helmsley im englischen Verwaltungsbezirk North Yorkshire.

## Geschichte
Um 1120 baute Walter l'Espec eine hölzerne Burg. Er verstarb 1154 kinderlos und so fiel die Burg an seine Schwester Adelina, die mit Peter de Roos verheiratet war. 1186 begann Robert de Ros, der Sohn von Everard de Roos, damit, die hölzerne Burg in eine steinerne umwandeln zu lassen. Er ließ zwei Haupttürme, die runden Ecktürme und den Haupteingang auf der Südseite der Burg errichten. Er starb 1227 und vererbte die Burg seinem älteren Sohn William, der dort von 1227 bis 1258 lebte. Die einzige Veränderung an der Burg in dieser Zeit war der Bau einer Kapelle im Burghof.
Williams Sohn, Robert, erbte die Burg und war von 1258 bis 1285 Lord of Helmsley. Er ließ den Ostturm aufbauen, ebenso wie einen neuen Rittersaal und eine neue Küche. Außerdem ließ er die Burg verstärken. Eine Mauer, die Helmsley Castle in einen Nord- und einen Südteil trennt, ließ er ebenfalls errichten. Die südliche Hälfte mit dem neuen Rittersaal und dem Ostturm diente dem privaten Gebrauch durch die Familie des Lords. Die nördliche Hälfte mit dem alten Rittersaal war für den Steward und andere Bedienstete reserviert. Robert starb 1316.
Helmsley Castle verblieb bis 1478 im Eigentum der Familie Ros. Dann verkaufte Edmund de Ros die Burg an Richard, den Herzog von Gloucester, der später König Richard III. wurde. Richard veränderte nichts an der Burg; er wohnte stattdessen in Middleham Castle. Nach dem Tod Richards III. in der Schlacht von Bosworth gab König Heinrich VII. Helmsley Castle an Edmund de Ros zurück.

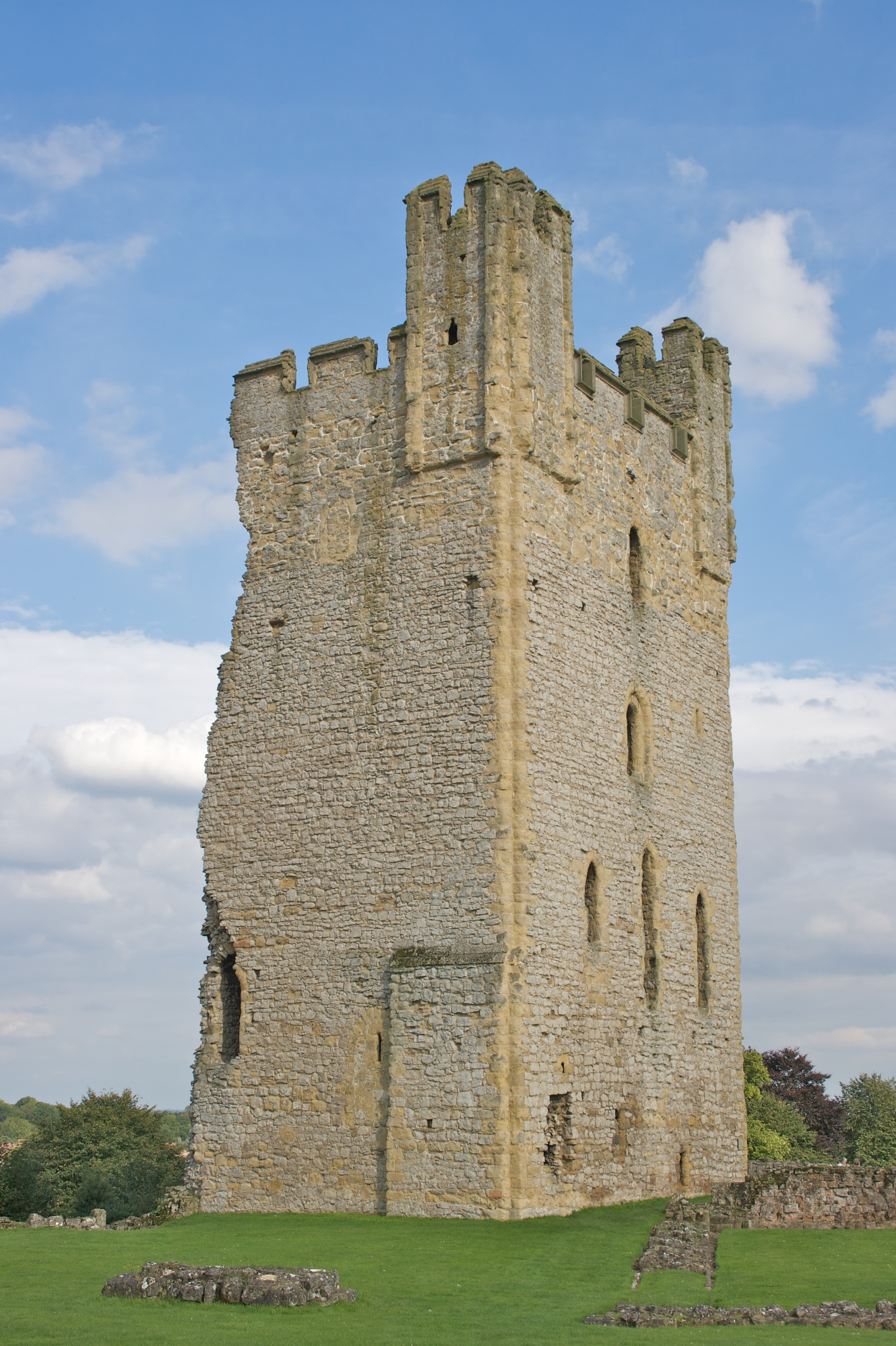
Die Überreste des Ostturms

Edmund de Ros starb 1508 kinderlos und so fiel die Burg an seinen Vetter, Sir George Manners aus Etal. Nach dessen Tod 1513 erbte sein Sohn Thomas die Burg. Dieser wurde 1525 zum Earl of Rutland ernannt. Nach seinem Tod 1543 nahm sein Sohn Henry seine Stelle ein, aber erst sein Enkel Edward baute Helmsley Castle erneut um. Er ließ den alten Rittersaal in ein Herrenhaus im Tudorstil umbauen und die Kapelle aus dem 13. Jahrhundert in eine Küche, die mit dem alten Rittersaal durch eine überdachte Galerie verbunden war. Den neuen Rittersaal ließ er abreißen. Die südliche Barbakane wurde in ein für diese Zeit komfortables Wohnhaus umgewandelt. Ein Brief vom April 1578 beschreibt den langsamen Fortschritt der Maurerarbeiten und gibt an, dass Holz für die Galerie im Dachgeschoss des Herrenhauses verfügbar sei. Nach Edwards Tod 1587 erbte sein Bruder, John Manners die Burg, gefolgt von Johns Sohn Roger und dann Rogers jüngerem Bruder Francis. Nach dem Tod von Francis Manners 1632 fiel die Burg an George Villiers, 1. Duke of Buckingham, der mit Francis’ Tochter Katherine verheiratet war. 1639 wurde die Burg von Alexander Keirincx gemalt.
Im englischen Bürgerkrieg wurde Helmsley Castle 1644 von Thomas Fairfax belagert. Sir Jordan Crosland hielt es drei Monate lang für den König und musste sich dann ergeben. Das Parlament ordnete die Schleifung der Burg an, damit sie nicht weiter genutzt werden konnte. So wurden die meisten Mauern, Tore und ein Teil des Ostturmes zerstört. Das Herrenhaus aber wurde verschont. Die Burg gehörte damals George Villiers, 2. Duke of Buckingham, der 1657 Mary, die Tochter von Thomas Fairfax, heiratete.
Nach seinem Tod im Jahre 1687 wurde die Burg an Charles Duncombe, einen Bankier und Politiker, verkauft, der 1699 zum Ritter geschlagen wurde und 1708 Lord Mayor of London wurde. Der Gatte seiner Schwester Mary, Thomas Brown, erbte die Burg nach Charles Duncombes Tod 1711. Thomas änderte in der Folge seinen Familiennamen in „Duncombe“. Er beauftragte John Vanbrugh, ein Landhaus in Duncombe Park zu bauen, das die Burg überragte. Helmsley Castle überließ er dem Verfall. Es gehört auch heute noch der Familie Feversham in Duncombe Park, wird aber von English Heritage verwaltet.

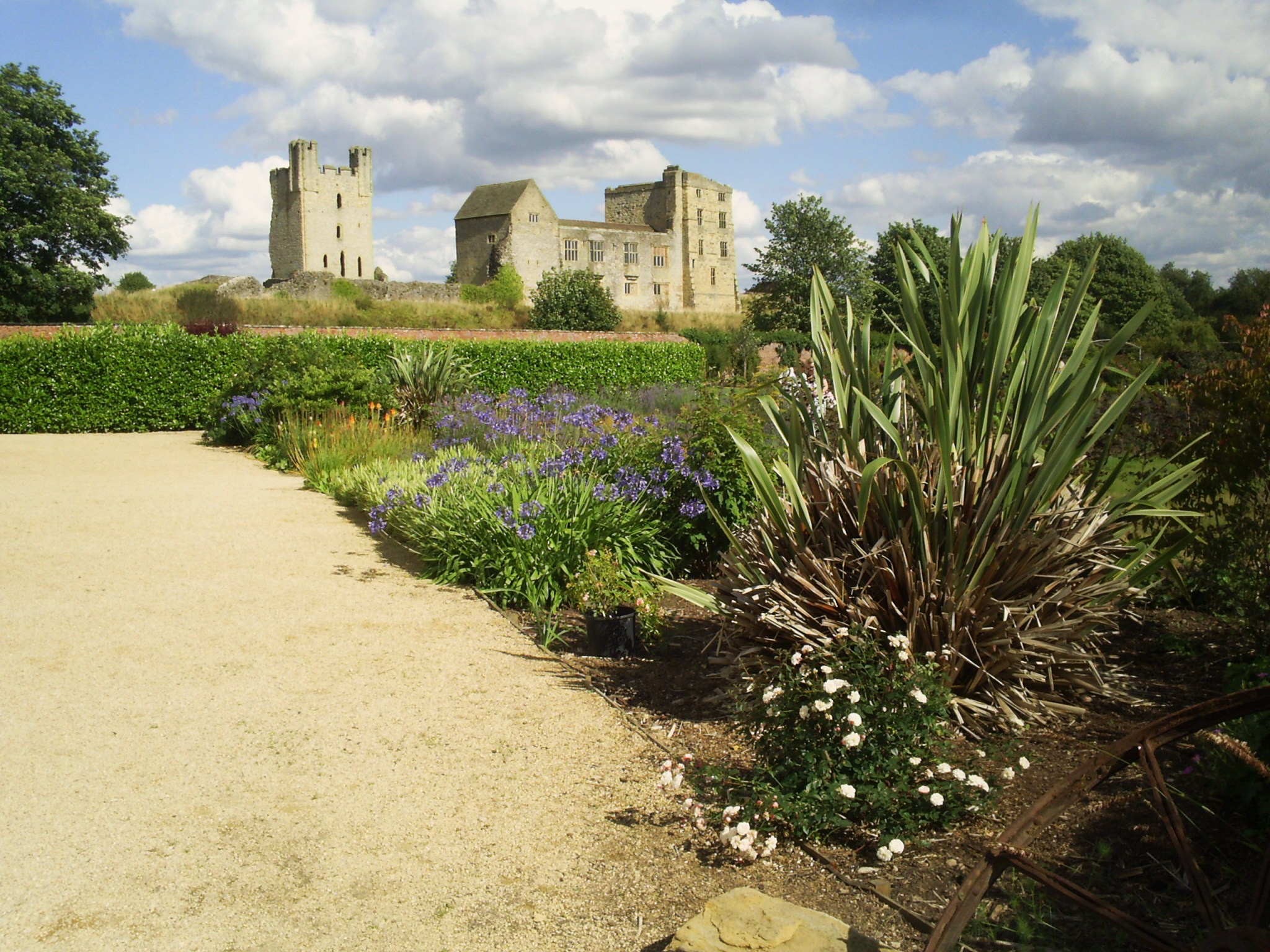
Helmsley Castle vom eingefriedeten Garten im Westen aus. Der ursprüngliche Donjon liegt links. Die Gebäude rechts sind Wohnungen, die in den 1500er-Jahren hinzugefügt wurden.